# Splendeuptychia furina
Splendeuptychia furina är en fjärilsart som beskrevs av William Chapman Hewitson 1862. Splendeuptychia furina ingår i släktet Splendeuptychia och familjen praktfjärilar. Inga underarter finns listade i Catalogue of Life.

## Bildgalleri

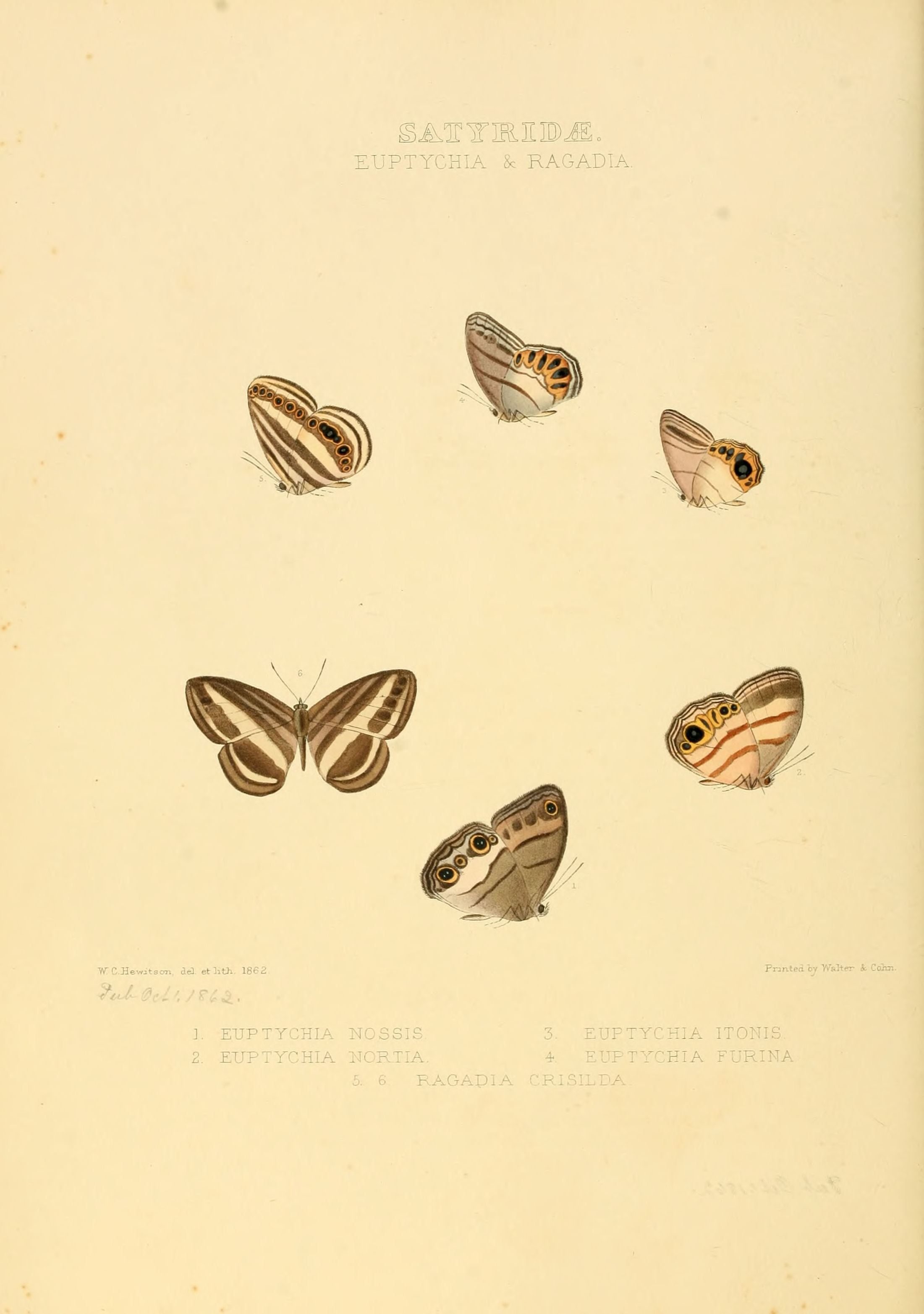